# Halden (Norwegen)
Haldenⓘ, zwischen 1665 und 1928 Fredrikshald, ist eine Stadt und Kommune in Norwegen.

## Geographie

### Lage

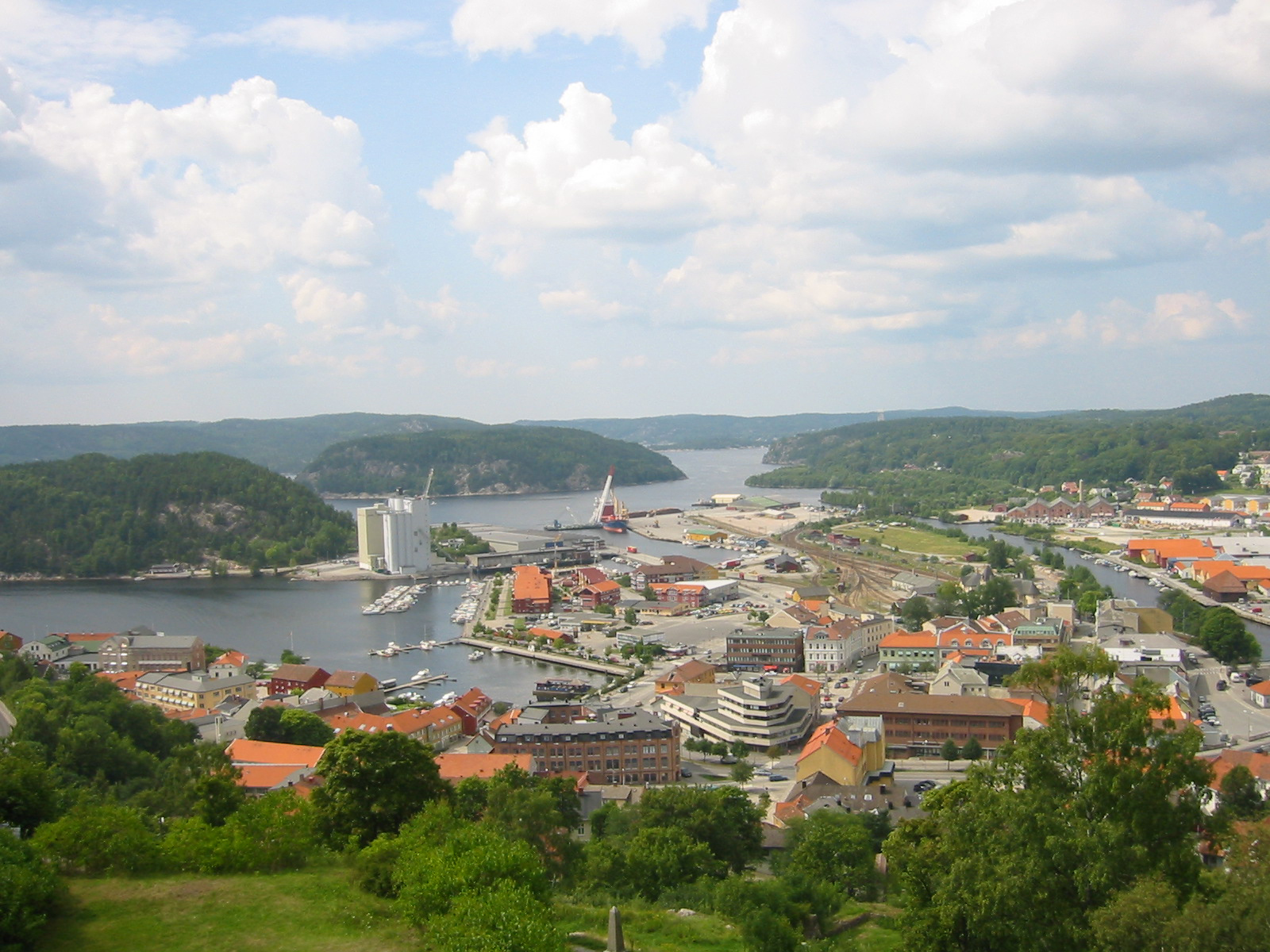
Blick von der Festung auf die Stadt

Halden liegt in der Provinz (Fylke) Østfold im Südosten Norwegens. Nur drei Kilometer trennen den Ort von der Grenze zur schwedischen Provinz Västra Götalands län. Diese verläuft mitten durch den Iddefjord, der sich bis an den Westrand von Halden erstreckt. Halden liegt zu beiden Seiten der Mündung des Tista-Flusses in den Iddefjord. Die Stadt ist rund zehn Kilometer von der Nordseeküste entfernt. 1966 wurden Berg und 1967 Idd, die vorher selbständige Kommunen waren, in Halden eingemeindet.

### Nachbargemeinden
Die norwegischen Kommunen Aremark, Rakkestad und Sarpsborg befinden sich im Norden. Die schwedischen Kommunen Dals-Ed, Tanum und Strömstad liegen im Osten, Süden und Westen.

## Geschichte

### Geschichtlicher Überblick

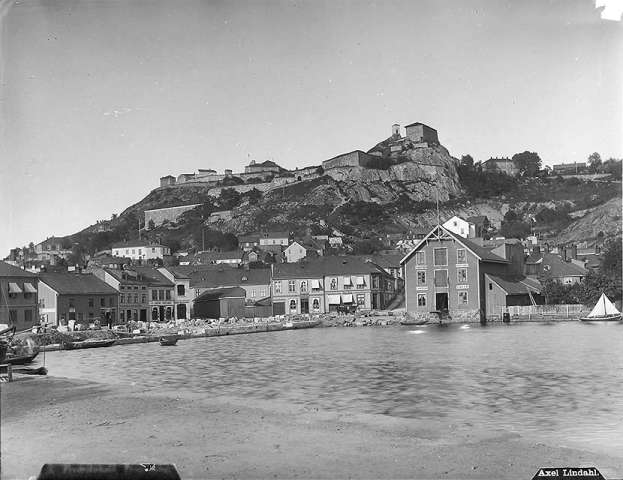
Halden und die Festung um ca. 1890

Halden blickt auf eine 8000-jährige ununterbrochene Besiedlung zurück. Der Sägewerksbetrieb entlang des Flusses Tista und der Holzexport bildeten im 17. Jahrhundert die Grundlage des Verladeplatzes Halden. Der Friedensschluss von Roskilde im Jahr 1658, bei dem Norwegen die Provinz Bohuslän an Schweden abtreten musste, hatte zur Folge, dass Halden sich nun in unmittelbarer Grenznähe zu Schweden befand. Zwischen 1658 und 1660 wurde Halden dreimal erfolglos von den Schweden angegriffen. Daher musste die Stadt befestigt werden. Am 16. Juli 1660 unterzeichnete König Fredrik III. den Beschluss, eine Festungsanlage zu bauen. Diese sollte den Namen Fredriksten tragen. Im Jahr 1665 erhielt Halden als Dank für die Hilfe bei der Landesverteidigung die Stadtrechte und den neuen Namen Frederikshald verliehen. Seitdem sind die Worte „Gott mit uns“ (norwegisch: Gud med oss) Bestandteil des Stadtwappens. 1718 eroberte der schwedische König Karl XII. Frederikshald und griff Fredriksten an. Es gelang ihm nicht, die Festung einzunehmen. Die Haldenser zündeten ihre Stadt an, um Karl XII. und seine Soldaten zu vertreiben. Der König wurde kurz vor der erwarteten Einnahme der Festung unter ungeklärten Umständen getötet. Die Belagerung wurde kurz danach von seinem Schwager, dem späteren König Friedrich, beendet.
Der Nationaldichter Bjørnstjerne Bjørnson verewigte diese Taten in einer Strophe der norwegischen Nationalhymne. Dänemark musste Norwegen 1814 an Schweden abtreten. Nach einem weiteren Brand im Jahr 1826 wurde die Stadt im französischen Empire-Stil wieder aufgebaut und deshalb auch „Empirestadt“ genannt. Nach der einseitigen Unabhängigkeitserklärung Norwegens am 7. Juni 1905 wurden noch einmal auf beiden Seiten der norwegisch-schwedischen Grenze Tausende Soldaten mobilisiert, bis mit dem Vertrag von Karlstad eine friedliche Lösung gefunden wurde. Während der deutschen Besetzung 1940–1945 gab es in Halden einen ausgedehnten Lotseneinsatz für den Flüchtlingsverkehr nach Schweden.

### Namensherkunft
Halden wurde nach dem kleinen Bauernhof Hallen benannt, was so viel wie Aufstieg oder Hang bedeutet. Der Name wurde 1629 erstmals erwähnt. Die Stadt hieß zwischen 1665 und 1928 Fredrikshald (auch: Frederikshall oder Friedrichshall) und wurde nach dem dänisch-norwegischen König Fredrik III. benannt.

## Kultur und Sehenswürdigkeiten

### Sehenswürdigkeiten

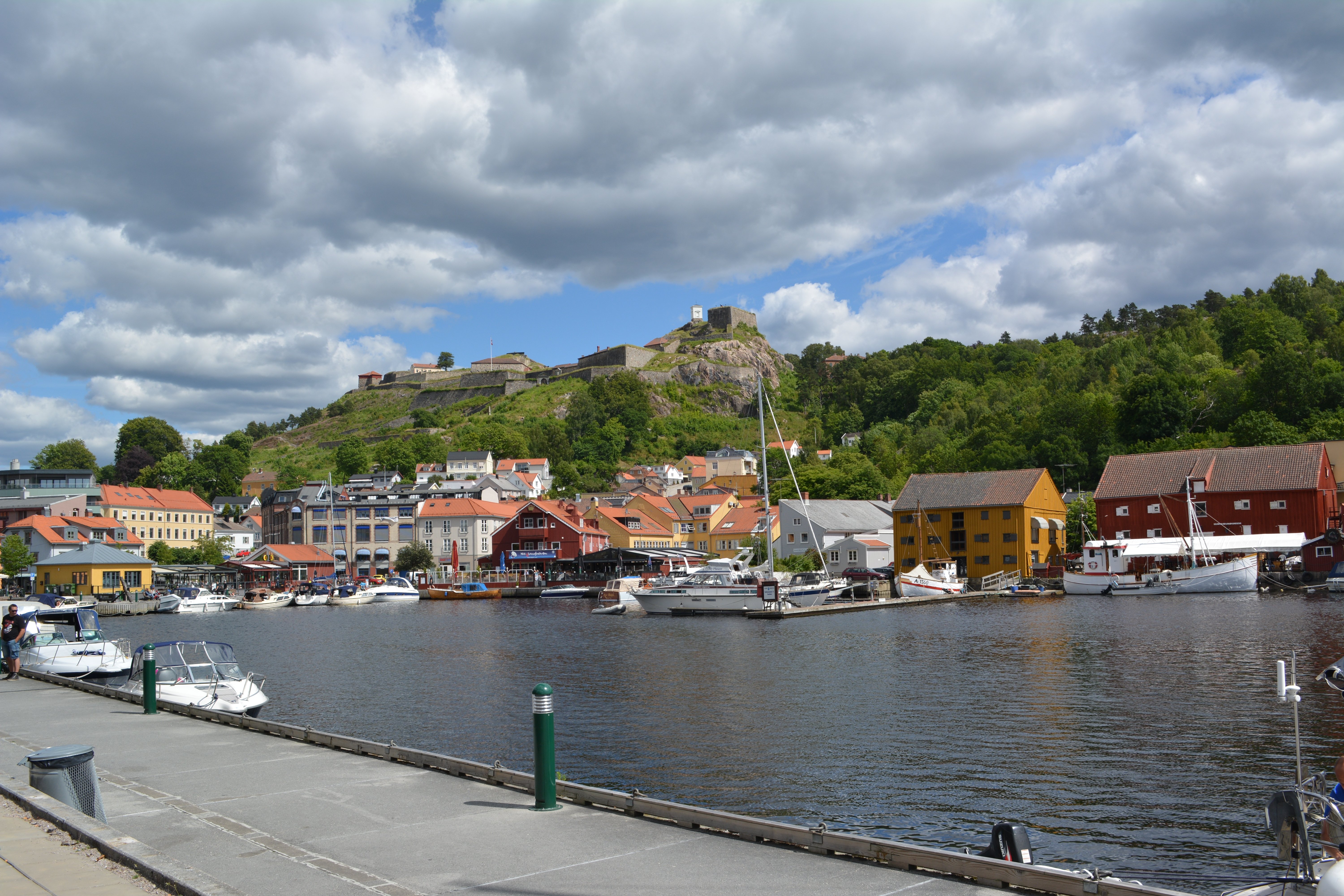
Blick vom Hafen auf die Festung 2014

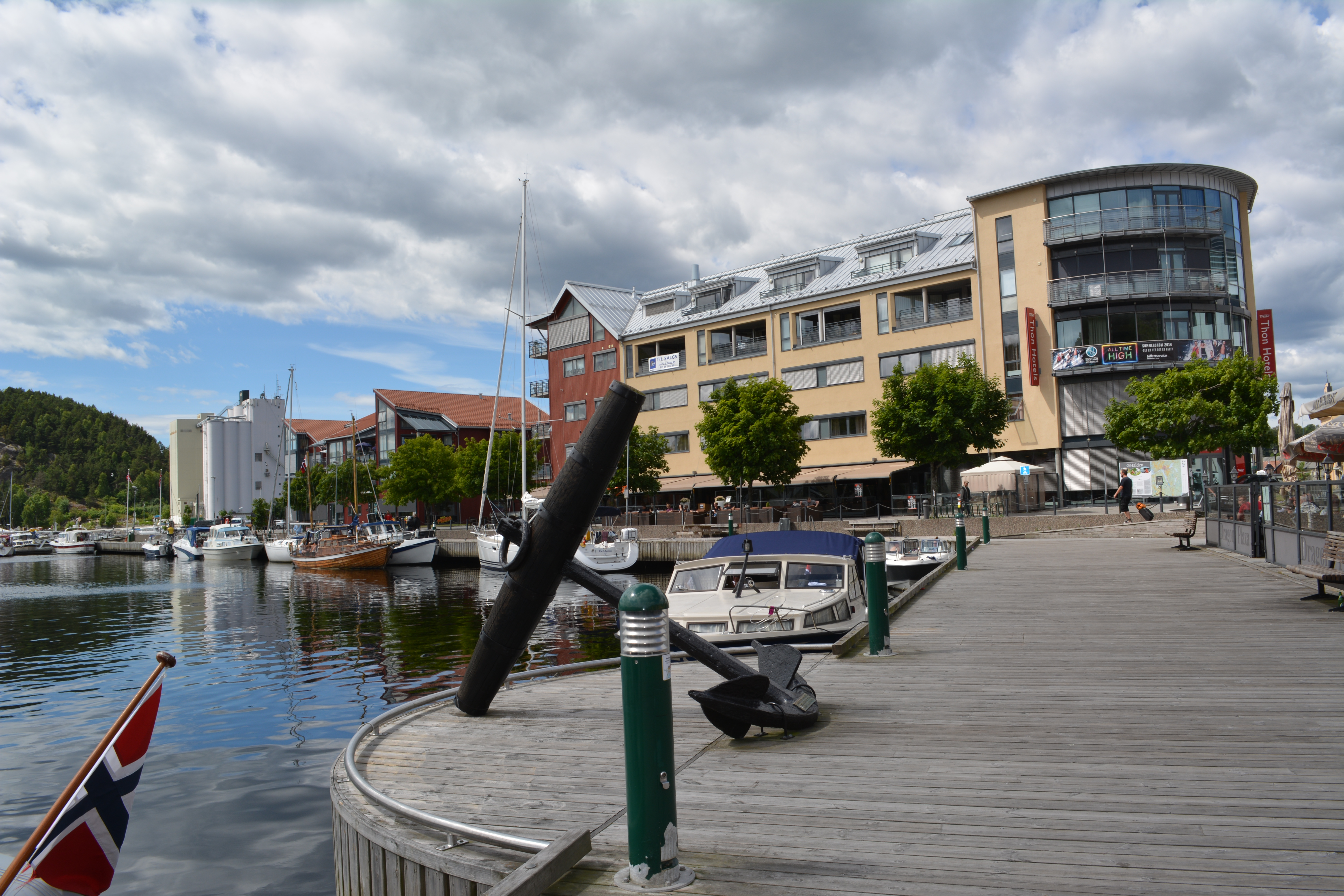
Brygge in Halden

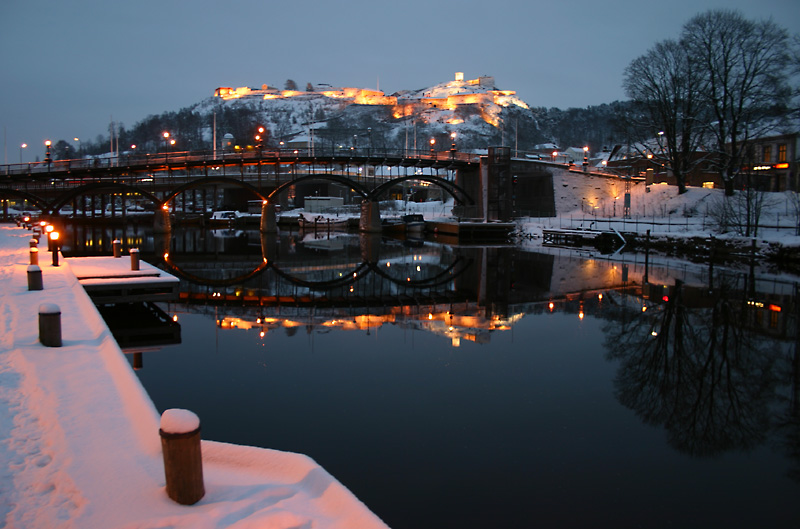
Winternacht in Halden

- Die Festung Fredriksten liegt auf einem Hügel über der Stadt und bietet einen guten Ausblick auf die Stadt, den Hafen und den Fjord. Sie wurde in den Jahren 1661–1671 und 1682–1701 zum Schutz vor den Schweden erbaut. Die Festung wurde auf zwei Erhöhungen angelegt. Auf der nördlichen liegen die Königinnen- und die Prinz-Christian-Bastion und auf der südlichen die Prinz-Georg-Bastion sowie die Bastion Overkongen. Zwischen diesen beiden Festungsteilen liegt die Zitadelle. Den Westhang schützt der Bürgerwall. Die Festung Fredriksten war Schauplatz des gewaltsamen Todes des schwedischen Königs Karl XII. während der Belagerung von Frederikshald am 11. Dezember 1718, wobei nicht sicher ist, ob es sich um eine feindliche Kugel oder um die Kugel eines Verschwörers handelte.
- Das Fredrikshalds Theater aus dem Jahre 1838 ist Norwegens einzige erhaltene Barockbühne, die auch über eine große Sammlung alter Bühnenausstattungen verfügt.
- Die Immanuelskirche vom Architekten Christian Grosch wurde 1833 eingeweiht und gilt als Norwegens wichtigste Empirekirche.
- Der Busterudpark, der in den 1870er Jahren angelegt wurde, erinnert mit seinem Musikpavillon und dem Denkmal für die Komponisten Friedrich August Reißiger und Oscar Borg an das traditionsreiche örtliche Musikleben.
- In der ehemaligen Baumwollspinnerei von Tistedal sind Ausstellungen über die Baumwoll-, Stein- und Schuhindustrie zu sehen.
- Der Herrenhof Rød Herregård wurde in der ersten Hälfte des 18. Jahrhunderts errichtet und verfügt über einen Englischen Garten mit einer Nußbaumallee und symmetrischen Wegen. Im Hauptgebäude befindet sich eine Sammlung von historischen Waffen und Jagdtrophäen. In der Galerie Rød finden kunst- und kulturhistorische Ausstellungen statt.
- Der Jellhaugen ist ein großer Grabhügel in Gjellestad in Halden.

### Sonstige Bauwerke
Der Sendeturm Høiåsmasten, ein Betonturm mit einem abgespannten Stahlfachwerkmast auf der Spitze, ist das zweithöchste Bauwerk in Norwegen. 
Die vom Architekten Erik Møller entworfene Haftanstalt Halden gilt als eines der humansten Gefängnisse weltweit.

## Wirtschaft und Infrastruktur

### Verkehr

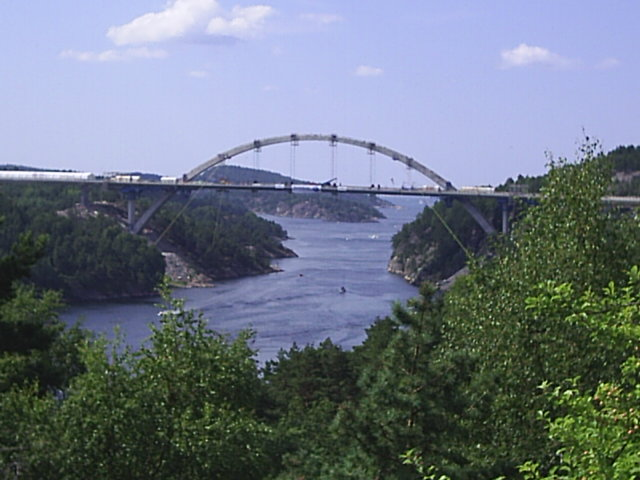
Neue Svinesundbrücke

Sechs Kilometer westlich von Halden liegt die E6 mit dem meistbefahrenen Grenzübergang an den Svinesundbrücken über den Iddefjord. Die erste, aus Granit erbaute Brücke wurde 1946 eingeweiht. Die neue Svinesundbrücke mit 704 Meter Länge und in 92 Meter Höhe über den Fjord wurde 2005 eröffnet Auf der E6 nördlich von Göteborg gelangt man über den Blå-Grønne Veien (die blau-grüne Straße) oder die Straße 22 nach Halden. In Halden beginnt die 900 km lange norwegische Villmarksveien (die Wildnisstraße) oder Straße 21, die sich im Grenzgebiet zu Schweden durch das waldreiche Ostnorwegen bis nach Trondheim zieht.
In der Binnenschifffahrt gelangt man über das Gewässersystem Haldenvassdraget bei Tistedal in den Haldenkanal. Früher wurden das Gewässersystem zum Flößen der Baumstämme zu den Sägewerken am Tistedalsfoss genutzt.
Die Østfoldbanen verbindet Oslo im Schienenfernverkehr über Halden mit Schweden. Halden besitzt an dieser Verbindung einen Grenzbahnhof.

### Wirtschaftliche Entwicklung

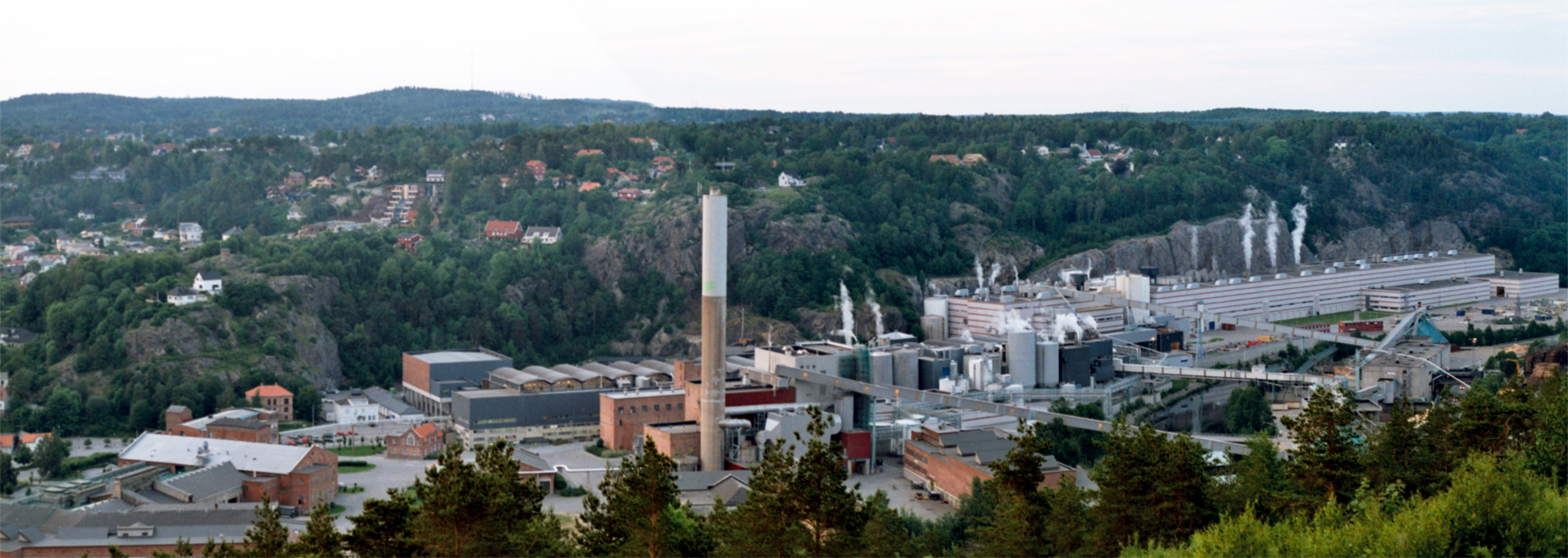
Papierfabrik Halden

Bereits 1815 wurde eine Baumwollspinnerei und -weberei in Tistedal errichtet, die bis 1971 betrieben wurde und in Spitzenzeiten etwa 400 Beschäftigte hatte. In den 1840er Jahren begann der Granitabbau am Iddefjord, der über 100 Jahre lang für die Stadt von wirtschaftlicher Bedeutung war. Granit wurde in großem Umfang exportiert. Der Monolith im Vigelandpark in Oslo wurde aus einem 2600 Tonnen schweren Granitblock vom Iddefjord gehauen. An diese Traditionen erinnert heute auch ein Granitblock aus Halden im Hof der Nordischen Botschaften in Berlin. In den 1890er Jahren wurden in Halden die ersten Schuhfabriken gegründet. Mitte des 20. Jahrhunderts waren in Halden 17 Schuhfabriken in Betrieb. Damals wurde Halden Norwegens „Schuhhauptstadt“ genannt. Die Herstellung von Bier, die 1855 in Halden begann, wird heute durch die Hansa Borg Bryggerier fortgesetzt. Mit Norske Skog hat einer der führenden norwegischen Papierhersteller seinen Sitz in Halden. Weitere wirtschaftliche Standbeine der Stadt sind die chemische und elektronische Industrie. Eine Tochtergesellschaft der Nexans produziert Hochspannungs-Seekabel und Spezialprodukte für die Offshore-Industrie.
Im Frühjahr 2010 wurde die Haftanstalt Halden eröffnet.

### Forschung und Bildung
Halden ist Østfolds Hochschul-, Forschungs- und Entwicklungszentrum. Die Forschungseinrichtungen zählen zu den größten des Landes. Am Ostrand der Stadt steht das Institut für Atomenergie mit einem 1959 in Betrieb gesetzten Forschungs-Reaktor. Am 24. Oktober 2016 ereignete sich in diesem Reaktor ein nur schleppend kommunizierter Vorfall mit geringer Radioaktivitäts-Freisetzung, der später mit INES 1 eingestuft wurde. Der Reaktor ist ein Schwerwasser-moderierter Siedewasserreaktor, mit dem Forschungsarbeiten für die in Norwegen nicht existierenden kommerziellen Leichtwasserreaktoren weltweit durchgeführt werden. Im Mai 2020 wurde bekannt, dass seit Jahrzehnten Testergebnisse gefälscht und Materialprüfungen manipuliert worden waren.
Es gibt in Halden eine Distrikthochschule und eine Pädagogische Hochschule.

## Söhne und Töchter der Stadt
- Carsten Anker, geb. als Ancher (1747–1824), Kaufmann und Politiker
- Christian August Anker (1840–1912), Ingenieur und Unternehmer
- Herman Anker (1839–1896), Reformpädagoge und Gründer der ersten Volkshochschule Norwegens
- Johan Anker (1871–1940), Segler, Olympiasieger, Yachtkonstrukteur und Werftbesitzer
- Peter Anker, geb. als Ancher (1744–1832), Diplomat, Gouverneur in Tranquebar, Kunstsammler
- Arnstein Arneberg (1882–1961), Architekt
- Oscar Borg (1851–1930), Komponist
- Sven Elvestad (1884–1934), Journalist, Schriftsteller und Übersetzer
- Thomas Fearnley (1802–1842), Maler
- Heike Grieser (* 1965), römisch-katholische Theologin und Universitätsprofessorin
- Harald Hansen (1884–1956), Turner
- Carsten Hauch (1790–1872), dänischer Physiker und Dichter
- Iver Hvitfeldt (1665–1710), norwegisch-dänischer Admiral
- Ingrid Bøe Jacobsen (* 1992), Mountainbikerin
- Sophus Jacobsen (1833–1912), Landschaftsmaler
- Herman Ludin Jansen (1905–1986), Theologe, Religionshistoriker und Hochschullehrer
- Arvid Johanson (1929–2013), Politiker
- Eva Kolstad (1918–1999), Politikerin
- Gustav Lange (1861–1939), Komponist
- Jørgen Strand Larsen (* 2000), Fußballspieler
- Peter Melleby (1917–2019), Mechaniker und Polarforscher
- Emilie Moberg (* 1991), Radrennfahrerin
- Dikka Møller (1838–1912), Friedensaktivistin
- Kai Møller (1859–1940), Großgrundbesitzer, Organisator und Politiker
- Ole-Jørgen Nilsen (1936–2008), Schauspieler und Theaterintendant
- Adam Christopher Oldenburg (1736–1803), dänischer Generalmajor
- Paul Pedersen (1886–1948), Turner
- Mon Schjelderup (1870–1934), Komponistin und Pianistin
- Johann Friedrich Sehestedt (1725–1785), dänischer Generalleutnant
- Malene Staal (* 1991), Handballspielerin
- Lars Sponheim (* 1957), liberaler Politiker und Landwirtschaftsminister
- Anne Beathe Tvinnereim (* 1974), Politikerin
- Jonas Wille (* 1976), Handballtrainer